# 杞县钴-60事件

听信“核泄漏”谣言的杞县群众纷纷“外逃”

杞县钴-60事件是2009年6月、7月发生在中華人民共和國河南省杞县的一次工业用钴-60卡源事故导致谣言四起而使群众大规模撤离杞县的事件。此次事件未造成人员伤亡，但给当地正常生产生活带来严重影响。

## 背景
河南杞县有105万人口，是河南人口最大的县。杞县拥有两千余年的大蒜种植历史，也是該国重要的方便面调料生产基地。但大蒜在春夏之际收获，收获时温度高不利于储存。1997年，杞县利民辐照厂成立，该辐照厂引进一枚工业钴-60放射源，对方便面调料包、辣椒粉、中药材、大蒜等进行辐照灭菌。辐照厂的成立后，杞县农民纷纷将其产品进行辐照处理以延长保质期，这使得大蒜等产品的储存与运输不再是难题。这给当地居民带来极大便利。

## 过程

### 卡源事故
2009年6月7日，杞县利民辐照厂的辐照设施工作，因货物意外倒塌，压住放射源保护罩并使之发生倾斜，导致钴-60放射源卡住，不能正常回到安全位置，从而一直处于工作状态。当时无人在辐射室内，辐射室防护罩防护壳也完好无损，故未造成环境污染，也未造成人员伤亡。
6月14日15时，辐照室内长期接受辐照的辣椒粉因温度过高发生自燃，随后当地消防部门和环保部门向辐照室内灌了400多吨水，使引燃物在当晚24时得到控制。当时，杞县人民政府并未向民众通报此事，并在其后封锁相关消息，实行“不通报情况，不接受采访，不允许报道”的“三不政策”。

### 谣言四起
早在6月14日，辐照厂上方出现的浓烟和赶来的消防车使杞县民众开始出现恐慌，此后，陆续有人将正在放暑假的孩子送出杞县。
7月10日，有网友在天涯论坛发帖，称开封市杞县“发生核泄漏”，同日，有人在论坛贴出环保部2008年6月对杞县利民辐照中心的整改通知：“该辐照装置在安全联锁及放射性污染防治等方面存在严重安全隐患”。民众的恐慌进一步加剧。
7月12日，开封市政府首次就此次卡源事故召开新闻发布会，通报有关情况和目前处理进展，称目前未发生核泄漏，放射源处于完全安全状态。这是政府首次发布有关消息。此时，距离卡源事故发生已经过去一个多月。这次官方发布一度平息了谣言。
7月15日，河南电视台都市频道播出《杞县钴60泄漏事件调查》，报导了此次事件，节目指出，杞县政府之前封锁消息的做法“让人无法理解”。

### 逃离杞县
7月16日，环保部专家组携遥控机器人抵达杞县，并在酒店大厅进行探查预演，许多当地民众围观。17日上午，两个遥控机器人进入辐照室探查情况，但是出现了意外，此前灭火导致辐照室和迷道内积水严重，一个机器人因此而损坏并被强行拉出，另一个履带机器人被卡住，第一次机器人探测失败，此消息不胫而走，再次引发民众恐慌。中午，有网友在网上发帖，称杞县即将发生核爆炸，“将要核爆炸”、“已经导致多人死亡”等消息通过电话和短信传遍整个杞县，当地部分民众开始三五成群的撤离，前往临近的通许、睢县、开封甚至是郑州等地。下午三时之后，大量杞县人撤离杞县导致杞县发生严重交通拥堵，乘车票价也趁机上涨，杞县交通处于瘫痪状态。
17日下午1点开始，杞县广电局所管辖4个电视频道不间断的对此事件进行报导。下午5时许，开封市环保局和杞县人民政府发布辟谣消息并通过当地电信服务商发送到民众手机中，民警也在路口劝阻外逃民众，但大多数不相信辟谣消息并继续离开杞县。8时后，开封电视台播放“故障现场探视活动”，在节目中，杞县县长李明哲站在辐照厂门前称“谣言不属实，钴60未泄漏”。当晚9时，开封市政府召开新闻发布会，环保部专家在会上重申放射源处于安全状态。17日和18日，杞县人民政府张贴了2000多张公告，紧急印刷宣传页1万多份，启动了591个村的广播宣传用以辟谣。
17日晚，小部分逃离杞县的民众在收到辟谣消息后返回家中。尽管政府已经辟谣，但流言还在不断升级，当晚，有人又称“凌晨三点杞县将发生核爆炸”，许多逃离杞县的杞县民众因此仍不敢返回，杞县临近县市旅馆爆满，许多杞县人只得露宿街头。

### 返回家园
18日，出逃的杞县民众陆续返回，但返回潮再次造成严重交通拥堵。其后，商店陆续开门，杞县逐步恢复正常生产生活状态。同日，开封警方宣布成功“抓获杞县钴60事件5名造谣者”，一名转载谣言者被刑事拘留，其余四人被给予治安处罚。

### 成功处置

摄像机器人进入迷道

2009年8月，西南科技大学项目组利用半个月的时间，进行了各种改造制成了四台机器人，其中有三台操作机器人“西科”、“思源”和“自强”，还有一台简易的摄像机器人。这四台机器人用于信息采集和现场清障工作。
8月18日，四台机器人运抵杞县。次日，机器人处置方案开始启动实施。开始清理辐照室内的货物，并且将上次被卡的履带机器人拖出。此后六天，机器人总共进出迷道和辐照室163次，清理出5辆手推车和1吨多货物。
8月23日上午，辐照室内再次发生辣椒面自燃现象，机器人“西科”携带水管进入辐照室内扑灭火灾。次日20时25分，降源工作开始，操控人员从室外操控机器人将倾斜的护源罩拉起，随后放射源在重力作用下垂落到井中。在卡源事故发生两个半月之后，杞县卡源故障终于得到成功处理。
放射源降到井下后，两名负责辐射监测的工程师携带检测仪器进入辐照室，确认辐照室内放射水平恢复正常。随后人们涌入辐照室拍照留念，有民众得知消息后在辐照厂外点燃鞭炮庆祝。

## 统计与影响
目前政府部门并未统计出此次事件中逃离杞县的人数。而部分媒体直接使用“杞县大逃亡”“百万人逃离杞县”来描述此次事件。
此次事件的发生给杞县及附近地区人民生活带来严重影响，并造成一定经济损失。

## 反思
媒体分析认为，此次事件的发生有三个因素：政府封锁消息、造谣者制造恐慌，民众信谣传谣。在6月7日卡源事件发生后，杞县政府为“防止恐慌”而封锁消息，14日辐照厂起火后也未对情况予以说明，直到卡源事件发生一个多月后才首次召开新闻发布会，这为谣言的滋生和传播准备了条件。造谣者故意制造恐慌，编造谣言并大肆传播，民众缺乏盲目从众，轻信谣言。在这些因素的共同推动下，才发生了民众“一窝蜂跑出去”又“一窝蜂跑回来”的闹剧。